# Wolong Tan
Wolong Tan (chinesisch 卧龙滩 ‚Strand des versteckten Drachens‘) ist ein felsiger Strand an der Ingrid-Christensen-Küste des ostantarktischen Prinzessin-Elisabeth-Lands. Er liegt am Ufer der Bucht Zhongshan Wan in unmittelbarer Nähe zur chinesischen Zhongshan-Station im Nordosten der Halbinsel Xiehe Bandao.
Chinesische Wissenschaftler benannten ihn 1989 im Zuge von Vermessungs- und Kartierungsarbeiten.